# Venucia D50

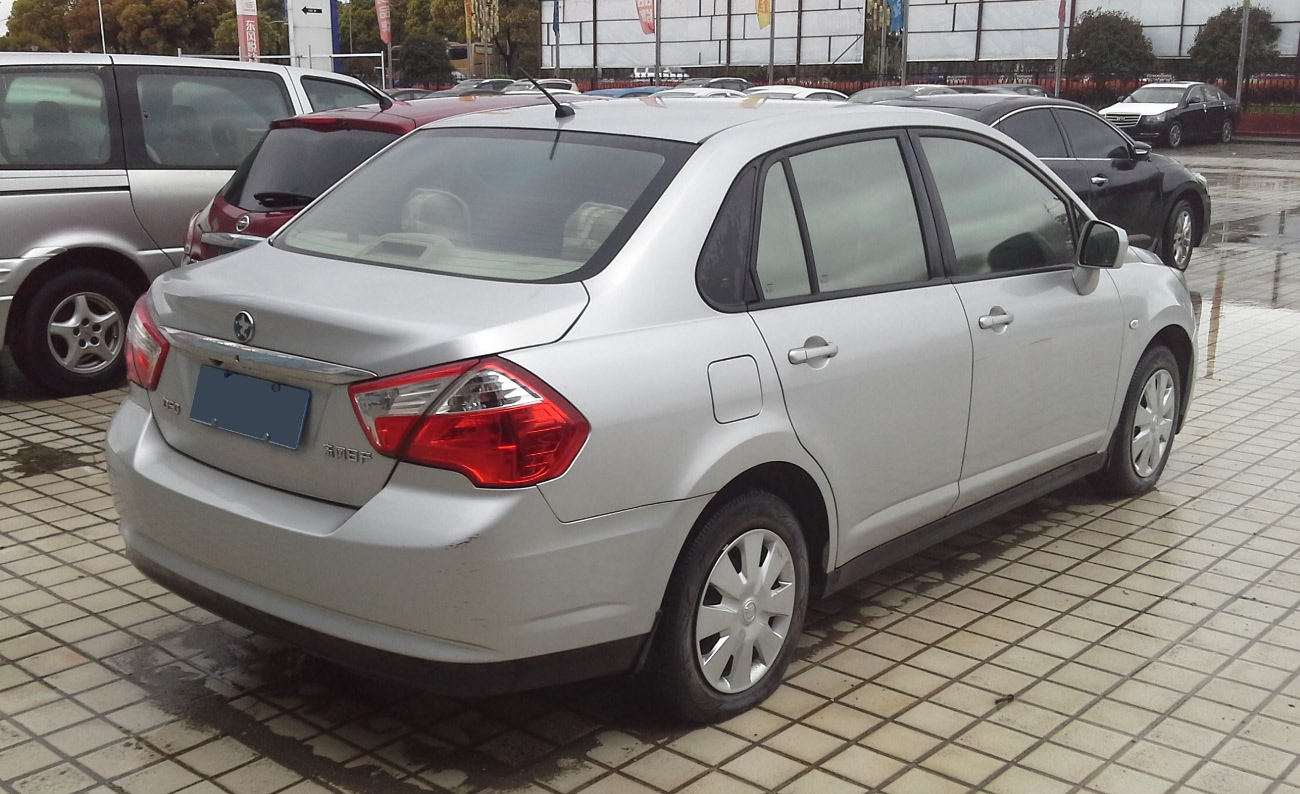
Heckansicht

Der Venucia D50 ist eine Limousine der Kompaktklasse und das erste Fahrzeug des Automobilherstellers Venucia. Das Fahrzeug wurde auf der Guangzhou Auto Show 2011 der Öffentlichkeit vorgestellt und war in China zwischen April 2012 und Oktober 2017 auf dem Markt. Es basiert auf der ersten Generation des Nissan Tiida und war in Europa nicht erhältlich. Der Venucia R50 ist die Schrägheckversion des D50.
Die Limousine wird von einem 86 kW (117 PS) starken 1,6-Liter-Vierzylinder-Ottomotor angetrieben. Wahlweise ist der D50 mit einem 5-Gang-Schaltgetriebe oder einem 4-Stufen-Automatikgetriebe verfügbar.

## Technische Daten
|                                             | 1.6                          |
| Bauzeitraum                                 | 04/2012–10/2017              |
| Motorkenndaten                              |                              |
| Motorkenncode                               | HR16DE                       |
| Motortyp                                    | R4-Ottomotor                 |
| Hubraum                                     | 1598 cm³                     |
| Verdichtungsverhältnis                      | 9,8 : 1                      |
| max. Leistung bei min−1                     | 86 kW (117 PS) / 6000        |
| max. Drehmoment bei min−1                   | 153 Nm / 4400                |
| Kraftübertragung                            |                              |
| Antrieb                                     | Vorderradantrieb             |
| Getriebe, serienmäßig                       | 5-Gang-Schaltgetriebe        |
| Getriebe, optional                          | (4-Stufen-Automatikgetriebe) |
| Messwerte                                   |                              |
| Höchstgeschwindigkeit                       | 185 km/h (175 km/h)          |
| Beschleunigung, 0–100 km/h                  | 11,4 s (11,9 s)              |
| Kraftstoffverbrauch auf 100 km (kombiniert) | 5,9 l Super (6,9 l Super)    |
| Tankinhalt                                  | 52 l                         |